# Lorenzo Ilarione Randi
Lorenzo Ilarione Randi (* 12. Juli 1818 in Bagnacavallo; † 20. Dezember 1887 in Rom) war ein italienischer Kurienkardinal.

## Leben
Randi studierte in Faenza und Rom und wurde 1840 zum Diakon geweiht. Am 14. März 1841 erhielt er die Priesterweihe. Nachdem er zunächst als Auditor an der Kurie tätig gewesen war, ernannte ihn Papst Pius IX. 1852 zum Apostolischen Delegaten in Rieti. Von 1854 bis 1865 übte er dieselbe Tätigkeit in verschiedenen italienischen Städten aus. Im Oktober 1865 berief ihn Pius IX. zum Generaldirektor der römischen Polizei, was Randi bis zur Eroberung Roms durch italienische Truppen im Jahr 1870 blieb. Von 1866 bis 1875 war er zudem Vize-Camerlengo.
Im Konsistorium vom 15. März 1875 nahm ihn Pius IX. in pectore ins Kardinalskollegium auf. Im September desselben Jahres wurde die Ernennung öffentlich, und Kardinal Randi wurde die Titeldiakonie Santa Maria in Cosmedin zugewiesen. Er nahm am Konklave 1878 teil und war dort einer der wenigen Gegner des gewählten Papstes Leo XIII., mit dem er sich während seiner Zeit als Apostolischer Delegat in Perugia von 1854 bis 1856 überworfen hatte. Dieser wies ihm am 24. März 1884 die Titeldiakonie Santa Maria in Via Lata zu und berief ihn am 10. Mai desselben Jahres zum Präfekten der Wirtschaftssektion der Kongregation De Propaganda fide. Zudem war er von 1884 bis zu seinem Tod als Dienstältester Kardinaldiakon Kardinalprotodiakon. Kardinal Randi starb im Dezember 1887 und wurde auf dem Friedhof Campo Verano beigesetzt.